# 西沃威克
西沃威克是位於美国羅德島州肯特县的鎮，建立於1648年，2010年人口共29,191人，相對於2000年的人口（29,581人）減少了1.3%；面積20.2平方公里，人口密度1,446.8人/平方公里。鎮政府實行議會-經理制，其行政長官為「經理」，由市鎮議會任命，並向市鎮議會負責。

## 外部連結
- Official West Warwick, Rhode Island Web Site （页面存档备份，存于）
- General History of Warwick, Rhode Island